# Apeadero de Afife
El Apeadero de Afife, igualmente denominado de Estación de Afife, es una infraestructura de la Línea del Miño, que sirve a la Parroquia de Afife, en el Ayuntamiento de Viana do Castelo, en Portugal.

## Caracterización
Este apeadero presenta una sola vía, siendo utilizada solamente por servicios de naturaleza Regional del operador Comboios de Portugal.

## Historia
El tramo entre Darque y Caminha, en el cual se sitúa este apeadero, fue inaugurado el 1 de julio de 1878. El 23 de abril de 1934, la Comisión Administrativa del Fondo Especial de Ferrocarriles aprobó obras de pavimentación del andén; por entonces este apeadero tenía la categoría de estación.